# 드론턴

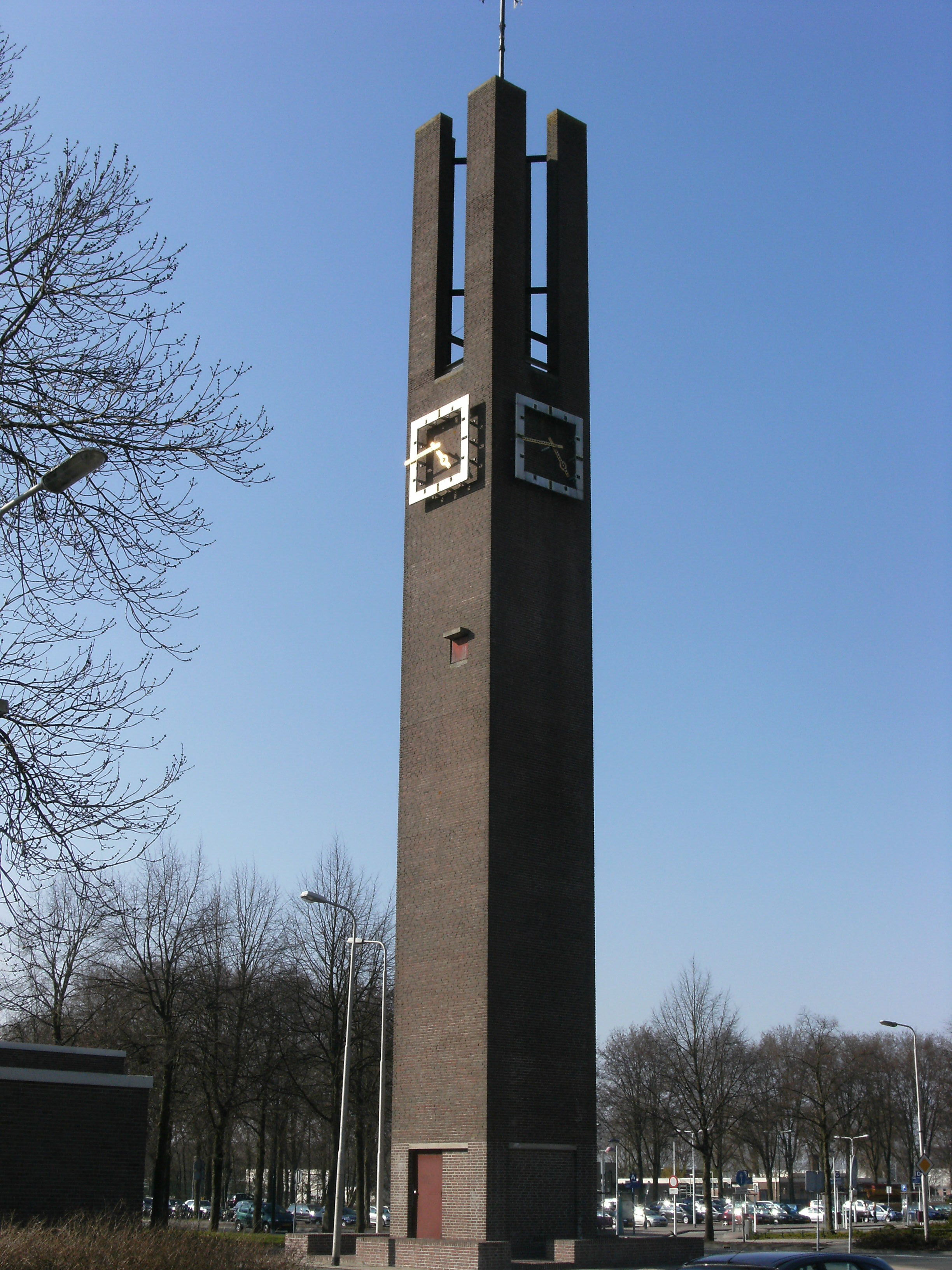
드론턴 종탑

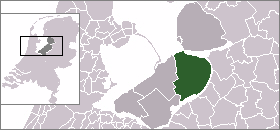
드론턴의 위치

드론턴(네덜란드어: Dronten)은 네덜란드 플레볼란트주의 도시로 면적은 423.89km2, 높이는 -2m, 인구는 40,363명(2014년 5월 기준), 인구 밀도는 121명/km2이다.

시기
시 문장